# Tultitlán (region)
Tultilán (spanska: Región XVIII Tultitlán) är en region i delstaten Mexiko i Mexiko bildad 2006. Den gränsar till regionerna Cuautitlán Izcalli i väst, Tepotzotlán och Zumpango i norr, Ecatepec i ost samt Tlalnepantla och huvudstaden Mexico City i syd.
Den bildades 2006 som Región XIV Tultitlán innan en reform år 2015 utökade antalet regioner i delstaten från 16 till 20. Regionen minskade då också i yta.
Innan regionen bildades tillhörde hela dess yta regionen Zumpango.

## Kommuner i regionen
Regionen består av fyra kommuner (2020).
- Coacalco de Berriozábal
- Cuautitlán
- Tultepec
- Tultitlán